# Jerry McFadden
Jerry Walter McFadden (* 21. März 1948 in Haskell County, Texas; † 14. Oktober 1999 in Huntsville, Walker County, Texas) war ein US-amerikanischer Sexualstraftäter und Dreifachmörder. Er wurde 1999 hingerichtet.

## Ereignisse
Am 4. Mai 1986 entführte McFadden die 20-jährige Gena Turner, den 19-jährigen Bryan Boone und die 18-jährige Suzanne Harrison, als diese einen Ausflug am Lake Hawkins nördlich von Tyler unternahmen. McFadden vergewaltigte und erwürgte Harrison und legte ihren Körper etwa 25 Meilen vom Lake Hawkins entfernt in einem Park ab. Dort wurde sie am nächsten Tag aufgefunden. Durch Hinweise eines Ehepaares, welche McFadden am Mordtag überfallen hatte, konnte er am 6. Mai verhaftet werden. Drei Tage später wurden die erschossenen Leichen von Boone und Turner entdeckt.
McFadden war bereits zwischen 1972 und 1978 dreimal wegen Vergewaltigung verurteilt worden, musste jedoch nie seine volle Strafe verbüßen. Zuletzt war er im Juli 1985 auf Bewährung entlassen worden. Es fanden sich mehrere Zeugen, die McFadden am Tag der Morde in Tatortnähe gesehen hatten. Munition aus seinem Besitz wurde als dieselbe Munition identifiziert, die bei den Morden an Boone und Turner verwendet worden war. An den Leichen fanden sich zudem seine DNA- und Faserspuren.
Am 9. Juli 1986 überwältigte er einen Gefängniswärter und floh mit einer weiteren Wärterin als Geisel aus dem Gefängnis von Upshur County. Er wurde jedoch, nach der größten Verbrecherjagd in der texanischen Geschichte, zwei Tage später wieder verhaftet.
Im August 1986 wurde er für den Ausbruch zu einer lebenslangen Freiheitsstrafe verurteilt. Im Juli 1987 wurde er wegen des Mordes an Suzanne Harrison zum Tode verurteilt. Das texanische Berufungsgericht bestätigte die Strafe und das Urteil im November 1993. Im Oktober 1999 wurde er in der Huntsville Unit mit der Giftspritze hingerichtet.
Im Januar 2019 löste das Portland Police Bureau den Fall der 1979 ermordeten 20-jährigen Anna Marie Hlavka. Anhand der DNA-Spuren kam die Polizei zu dem Ergebnis, dass McFadden auch diesen Mord verübt hatte.